# ミダース

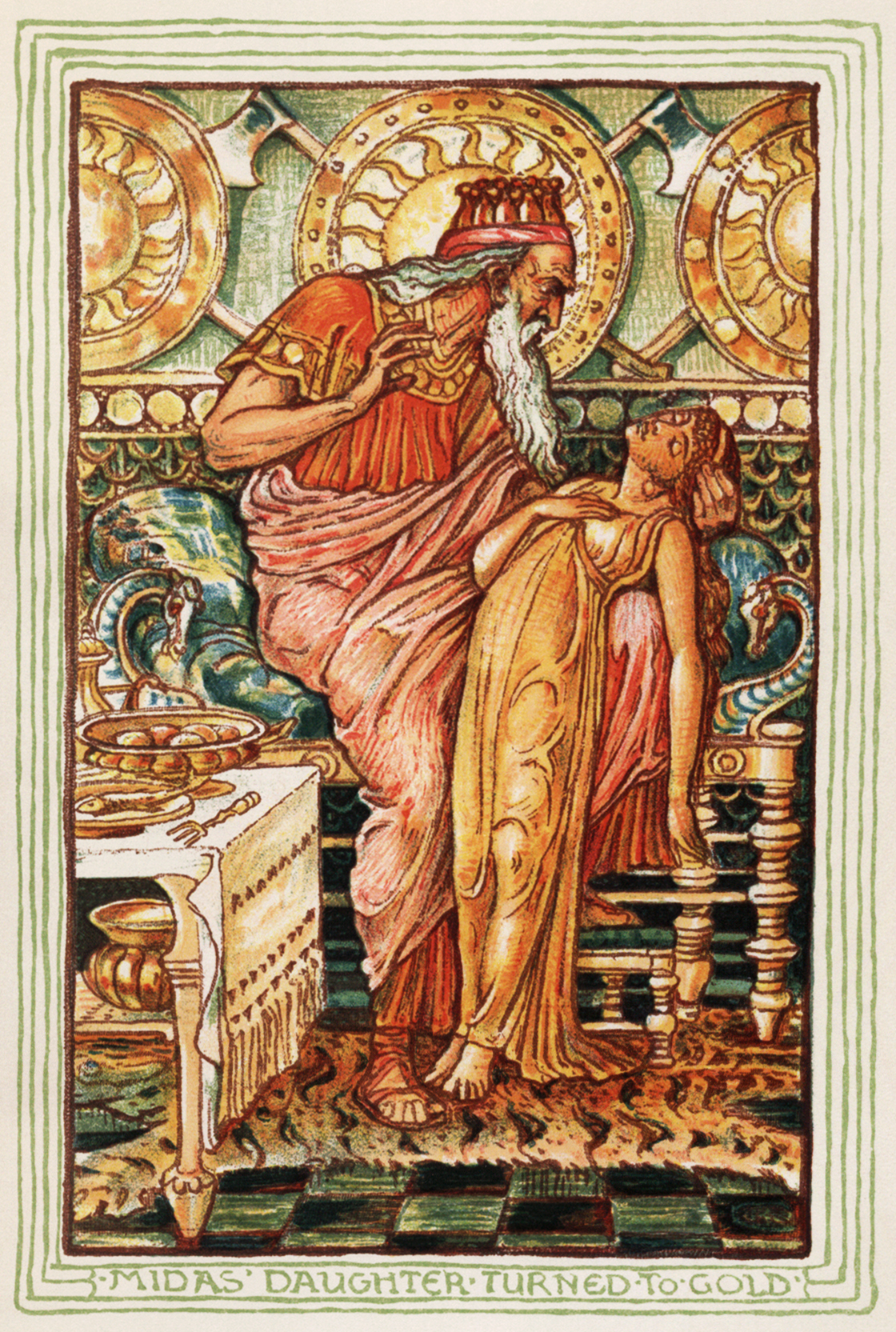
ナサニエル・ホーソーン版による神話におけるミダース王。王が娘に触ったとき、娘は彫像と化した。1893年発行版のウォルター・クレインによる絵。

ギリシア神話の中でミダース（古希: Μίδας, Midās）は、プリュギア（Phrygia）の都市ペシヌス（Pessinus）の王。長母音を省略してミダスとも表記される。触ったもの全てを黄金に変える能力（"Midas touch"）のため広く知られている。
ミダースは子供の頃にゴルディアース（Gordias）と彼を夫とする女神キュベレー（Cybele）の養子となった。ミダースは、快楽主義者、そして優れたバラの庭師 として知られていた。また彼には残忍に人を殺したリテュエルセース（Lityerses）という一人の息子がいた。しかし、神話の中には、代わりにゾエ（Zoë）「生命」という娘がいたとするものもある。
童話『王様の耳はロバの耳』で、耳がロバになってしまった王様としても有名。
神託の命令に従って人々に迎え入れられ、王とされた貧しい農夫ゴルディアース（Gordias）の神話については、en:Gordiasを参照。

## 歴史的背景
歴史的には、ミダースは紀元前8世紀後期のプリュギアの王として知られている。プリュギアには「ミダース」という名前を持った多くの王がいた。彼は紀元前709年と推定されるアッシリアのサルゴン2世の同盟者リストから知られているムシュキ（Mushki）の王ミタ（Mita）と同一人物とみられる。

## 王墓
1957年にペンシルベニア大学に関係する考古学者たちは、古代ゴルディオン（Gordium）（現在のトルコ、ヤッスホユック（Yassihöyük））の遺跡の中の大きな古墳（高さ53m、直径約300m）の中心の墓室を開いた。彼らは、紀元前8世紀初期の王族の墓を発見し、そこには、葬祭の遺物と「今までに発掘された鉄器時代の飲み物容器の最良のコレクション」がそろっていた。その遺跡と関連付けるはっきりとした文献はないが、それは広く「ミダース王の墓」と呼ばれている（ペンシルベニア大学）。しかし、その後の調査から、この埋葬用の遺跡が、紀元前7世紀初期のキンメリア人の侵略より後に建設されたことはありえないということが示された。それゆえ、今では、ミダースより前の王のための遺跡であると信じられている。
ミダス・シェヒル（Midas Sehri）にあって、完全には解読されていないプリュギアの碑文の「ミダ」という言葉に基づいて、19世紀に「ミダース王の墓」とされたものは、今日では墓としてではなく、キュベレーに捧げられた場所と解釈されている。

## 神話
ある時、ディオニューソスは、彼の年老いた教師でありかつ養父であるシーレーノスが行方不明であることに気づいた。シーレーノスはワインを飲んでいて、酔っぱらってぶらついていたところを農民たちに発見され、彼らの手によってシーレーノスは王であるミダースのもとへ運ばれた（あるいは、シーレーノスはミダースのバラ園で酔いつぶれていた）。ミダースは、シーレーノスとわかって手厚くもてなし、10昼夜の間礼儀正しく歓待し、一方、シーレーノスはミダースと彼の友人を物語と歌で楽しませた。11日目に、ミダースはシーレーノスをディオニューソスに返した。ディオニューソスは、ミダースに対して彼が望むどんな報酬でも選択するよう言い、ミダースは、彼が触れるものすべてが黄金に変わるよう頼んだ。ミダースは彼の新しい力を喜び、それを急いで試した。彼がオークの小枝と石に触れると、両方とも金に変わった。狂喜して、彼は家に帰るとすぐに、使用人に豪華な食事をテーブルに用意するよう命じた。「そのようにリューディアの王ミダースは、触れるものすべてを黄金に変えられることを知ったとき、最初は誇らしさに得意がった。しかし、食べ物が硬くなり、飲み物が黄金の氷に固まるのを見たそのとき、ミダースはこの贈り物が破滅のもとであることを悟り、黄金を強く嫌悪しながら彼の願い事を呪った」。ナサニエル・ホーソーンによって語られたバージョンでは、ミダースは彼の娘（マリーゴールドという名がついている）にさわったとき、彼女が彫像に変わってそのことに気づいた。
今となっては、彼は自分が望んだ贈り物を憎んだ。彼は、飢餓から解放されることを願いながら、ディオニューソスに祈った。ディオニューソスは聞き入れ、ミダースにパクトーロス川で行水するよう言った。ミダースはその通り川の水に触れると、力は川に移り、そして、川砂は黄金に変わった。この神話は、パクトーロス川になぜ砂金がそれほど豊富かということと、この因果関係についての神話のもととなったことが明らかな、ミダースを祖先だと主張する王朝の富について説明するものだった。おそらく黄金だけが富の源泉となる唯一の金属ではなかった。「プリュギア人でキュベレーの息子ミダース王は、黒鉛と白鉛を初めて発見した」。
ミダースは、富と贅沢を憎んで、田舎へ引っ越して、田園の神 パーンの崇拝者になった。ローマの神話収集家たちは、彼の音楽の家庭教師はオルペウスだったと主張する。ある時、パーンは大胆にも、彼の音楽とアポローンのそれの優劣を争って、竪琴の神アポローンに演奏技能についての試合を挑んだ。トモーロス （山の神）が、審判に選ばれた。パーンはパイプを吹き、彼の素朴なメロディーは、彼自身とたまたま居合わせた彼の誠実な支持者ミダースに大変な満足感を与えたのだった。その次に、アポローンが竪琴を弾いた。トモーロスは即座にアポローンに勝利を与え、ミダース以外はその判定に同意したが、彼は同意せず、判定の公平さに疑問を唱えた。アポローンはそのような堕落した耳に我慢できず、ミダース王の耳をロバの耳にしてしまった。王はこの災難に心痛し、たくさんのターバンすなわち頭飾りで不幸を隠そうとした。しかし、彼の理髪師は、もちろん秘密を知った。理髪師はそれをしゃべらないよう言われたが、秘密を守ることができず、草原に出かけて、地面に穴を掘って、そこに話をささやき、そしてすっかり穴を覆った。しばらくすると葦の濃い群生地が草原に出現して、「王様の耳は、ロバの耳」と言い出した。家来の何人かがこれを聞いて、うわさをし始めた。ミダースは、誰が話したか探し出して殺そうとしたがやめた。彼があり方を改めたことを完璧に示したので、アポローンがやって来て、彼に再び普通の耳を与えた。
サラ・モリスは、ロバの耳はミラのTarkasnawa（ギリシア語でTarkondemos）王によって設けられたヒッタイトの楔形文字とルウィ語の象形文字の両方で刻まれた印章にある青銅器時代の王族の象徴だったと論証した。この関連では、その神話は異国風の象徴をギリシア人に対して正当化しているように見える。

## 関連項目

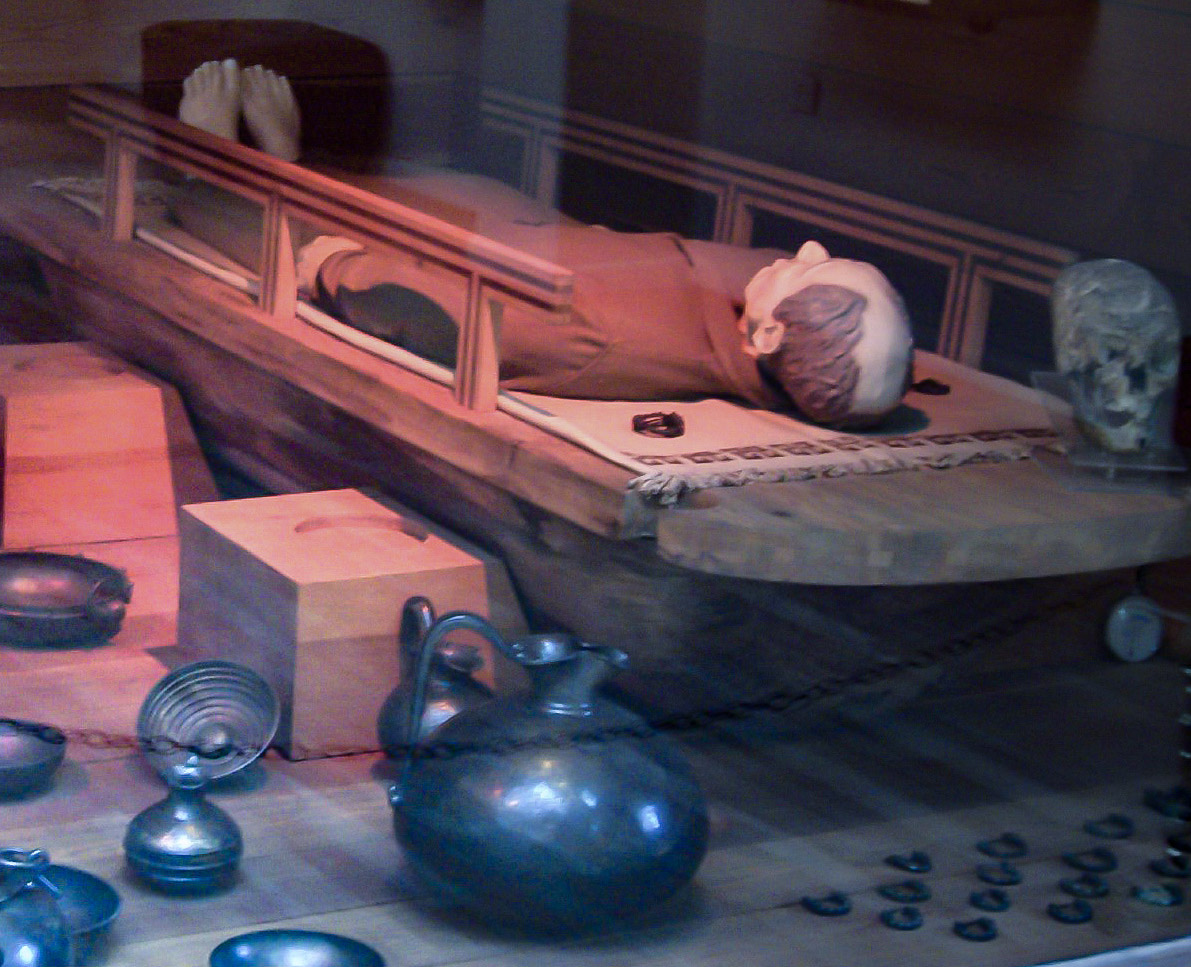
ミダース王の王墓（再現したもの）